# 吉姆·皮布尔斯
菲利普·詹姆斯·埃德温·皮布尔斯（英語：Phillip James Edwin Peebles，1935年4月25日— ），出生于加拿大温尼伯，加拿大-美国物理学家和理论宇宙学家，普林斯顿大学阿尔贝特·爱因斯坦荣誉科学教授。自从1970年以来，他被广泛认为是世界领先的理论宇宙学家。在这期间，他主要对原始核合成，暗物质，宇宙微波背景和结构形成等领域做出了理论贡献。他的三本教科书（物理宇宙学，1971年；宇宙的大尺度结构，1980年；物理宇宙学原理，1993年）已经成为这些领域标准的参考文献。2019年，他与迪迪埃·奎洛兹、米歇尔·麦耶共同获得诺贝尔物理学奖。

## 生平
皮布尔斯在曼尼托巴大学获得了学士学位。1958年，他离开了曼尼托巴，进入普林斯顿大学学习，在那里获得博士学位，导师是罗伯特·H·迪克；之后，他的整个职业生涯都留在了普林斯顿。

## 学术贡献
皮布尔斯对大爆炸模型做出了许多重要贡献。在乔治·伽莫夫, 拉尔夫·阿尔菲和罗伯特·赫尔曼预测微波背景辐射近二十年之后，他与罗伯特·迪克等人解释了宇宙微波背景辐射是大爆炸的印记。
除了在大爆炸核合成，暗物质和暗能量等领域做出重大贡献，他还是1970年代宇宙结构形成理论的研究先驱。皮布尔斯做了大量工作使得物理宇宙学成为严肃的、定量的物理学分支。他的邵逸夫奖授奖词说 "他为宇宙学中几乎所有的现代研究奠定了基础，包括理论和观测，将一个高度猜测性的领域变成了一门精密的科学"。
皮布尔斯长期以来对基本理论提出了许多创新，这些想法被以后的科学家广泛研究。例如，在1987年，他对于早期宇宙的演化提出了原初等曲率重子模型；在1970年代初，他对暗物质问题的建立做出了贡献
皮布尔斯还提出了关于星系形成稳定性的欧斯垂克–皮布尔斯判据。

## 荣誉
奖项
- 爱丁顿奖章 (1981)
- 丹尼·海涅曼天体物理学奖 (1982)
- 皇家学会会士 (1982)
- 亨利·诺利斯·罗素讲座 (1993)
- 布鲁斯奖 (1995)
- 奥斯卡·克莱因纪念讲座 (1997)
- 英国皇家天文学会金质奖章(1998)
- 格鲁伯宇宙学奖 (2000)
- 哈維獎 (2001)
- 邵逸夫奖 (2004)
- 克拉福德奖 (2005)
- Hitchcock Professorship (2006)
- 狄拉克奖 (2013)
- 诺贝尔物理学奖 (2019)

以他的名字命名的事物
- 小行星 18242 皮布尔斯星

### 引用
1. ↑  .   [2017-12-13]. （原始内容存档于2011-05-11）.
2. ↑  .   [2017-12-13]. （原始内容存档于2016-04-13）.
3. ↑  .   [2017-12-13]. （原始内容存档于2021-01-07）.
4. ↑  . Shaw Foundation.   [27 January 2016]. （原始内容存档于2013-01-09）.
5. ↑  Hu (1994-06-28)
6. ↑  de Swart, J. G.; Bertone, G.; van Dongen, J. . Nature Astronomy. 2017, 1 (0059)  [2017-12-13]. Bibcode:2017NatAs...1E..59D. arXiv:1703.00013 . doi:10.1038/s41550-017-0059. （原始内容存档于2019-03-24）.

## 延伸阅读
- Hu. . arXiv:astro-ph/9406071 .